# Francielly Pereira
Francielly Machado Pereira (Vila Velha, 10 de novembro de 1995) é uma ginasta rítmica brasileira. Representou o Brasil nos Jogos Olímpicos de Verão de 2016, como parte do conjunto brasileiro da ginástica rítmica.

## Carreira
No ano de 2013 Francielly fez parte da equipe que conquistou a inédita medalha de bronze na etapa de Minsk da Copa do Mundo de Ginástica Rítmica, no conjunto de 3 bolas + 2 fitas, a primeira medalha de uma equipe latino-americana na história da competição. Em 2014 participou do Campeonato Pan-Americano de Ginástica de 2014 como parte do conjunto brasileiro, conquistando medalhas de ouro em todas as provas, o que classificou a equipe para os Jogos Pan-Americanos de 2015, em Toronto. Ainda em 2014 Francielly participou também do Campeonato Mundial em Esmirna. A equipe terminou a competição em 15º lugar na ocasião.
No ano seguinte, Francielly Pereira foi convocada para representar o Brasil na competição de equipes nos Jogos Olímpicos de Verão de 2016. A equipe brasileira viria a ficar fora da final por uma pequena margem, terminando a competição em nono lugar.